# Pflach
Pflach est une commune autrichienne du district de Reutte dans le Tyrol.

## Histoire

### Jumelage
Sérézin-du-Rhône (France) depuis 1988